# Le Pion
Le Pion (svensk översättning : Pantsätta) är en fransk komedi från 1978 i regi av Christian Gion. 

## Rollista (i urval)
- Henri Guybet : Bertrand Barabi, dit Bergerac
- Claude Jade : Dominique Benech
- Maureen Kerwin : Mademoiselle Thuillier
- Claude Piéplu : Censor
- Michel Galabru : L'inspecteur d'académie
- Claude Dauphin : Albert Carraud
- Bernard Musson : Boussignac, Direktor
- Roland Giraud : The Minister
- Mathieu Vermesh : Michel Benech
- Roger Perinoz
- Raymond Colom
- François Guétary
- Dominique Vallée
- Denise Glaser